# Yamamura Kōka
 (décembre 2022).
Yamamura Kōka (山村 耕花 ()), né sous le nom de Yamamura Toyonari (山村 豊成 ()) à Shinagawa en 1885 et mort en janvier 1942, est un artiste et peintre japonais appartenant à l’école Shin-Hanga.

## Biographie
Yamamura Kōka naît en 1885 à Shinagawa, un quartier de Tokyo. Il étudie la peinture auprès de Ogata Gekkō (au nom duquel il emprunte l'idéogramme kō pour son nom d'artiste) et obtient le diplôme de l’École des Beaux-Arts de Tokyo en 1907. 
Depuis 1899 il expose des estampes dans des expositions. On lui doit notamment une série de petites estampes intitulée Nouveaux portraits d'acteurs publiée par un magazine spécialisé dans le kabuki en 1915. Il produit aussi des peintures de paysage, de fleurs, d'oiseaux, des natures mortes, des scènes modernes (dont une célèbre représentation du Carlton Hotel Café de Shanghai) et des bijin-ga (portraits de belles femmes).

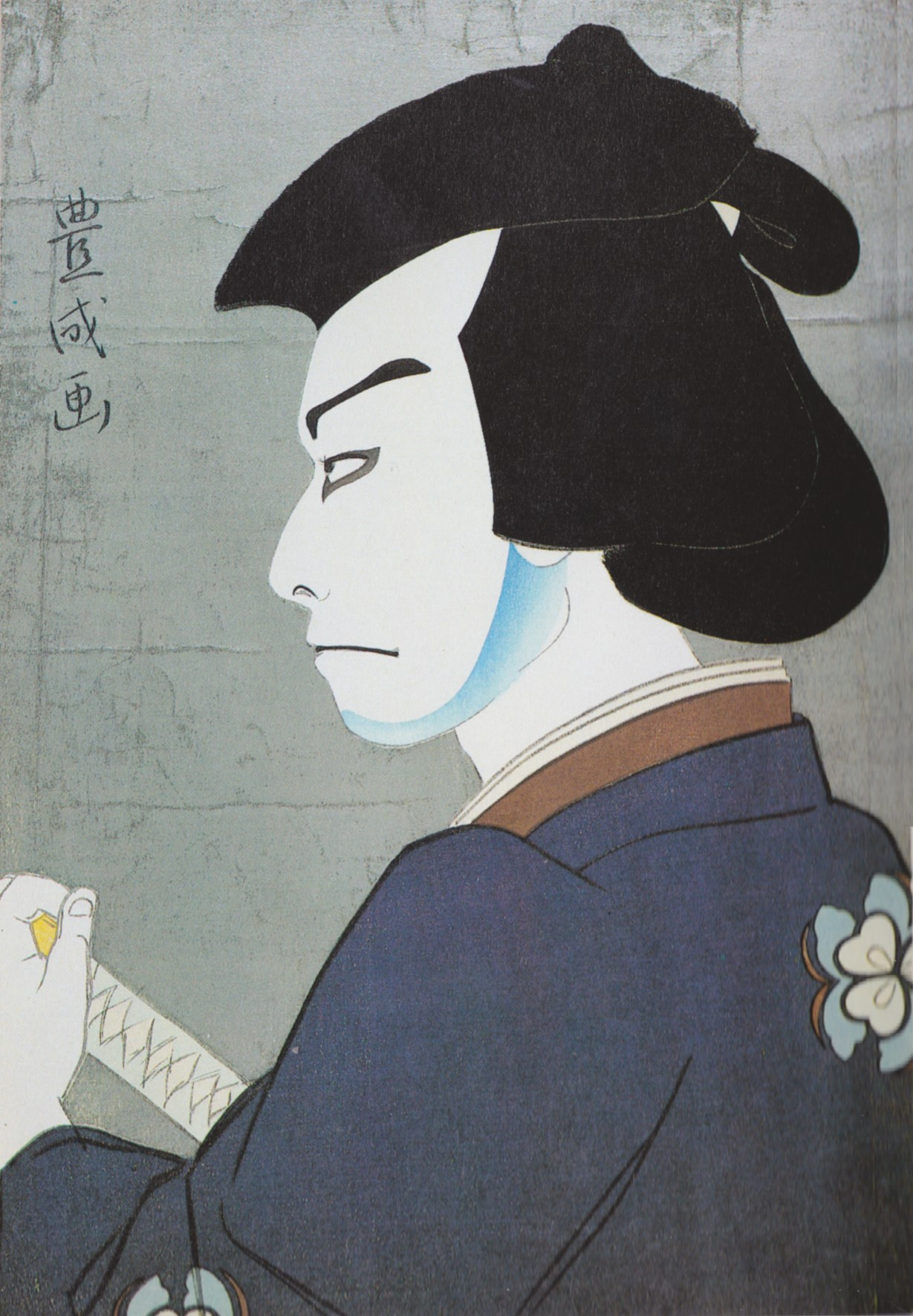
Acteur de kabuki
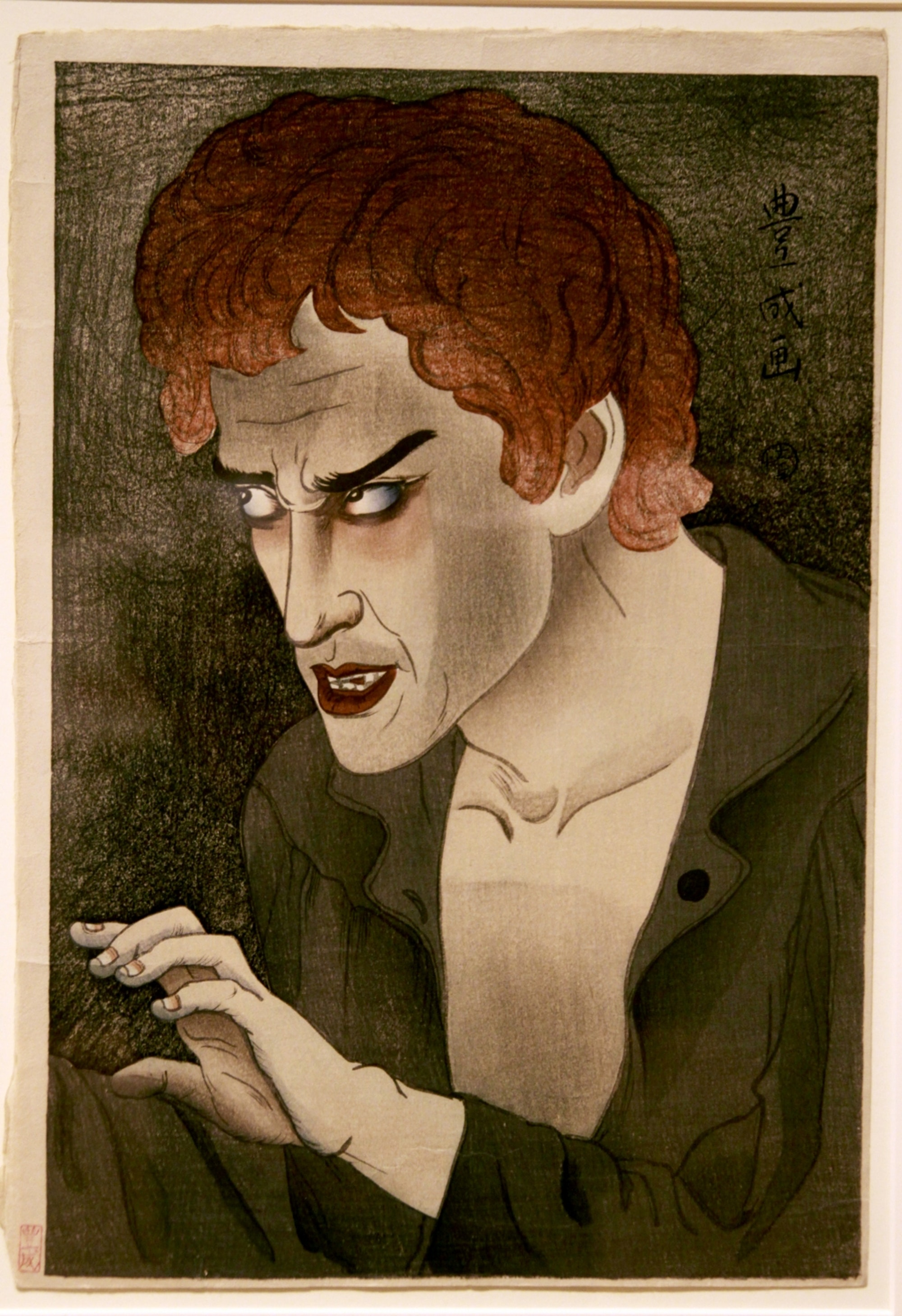
L'acteur Morita Kanya XIII dans le rôle de Jean Valjean
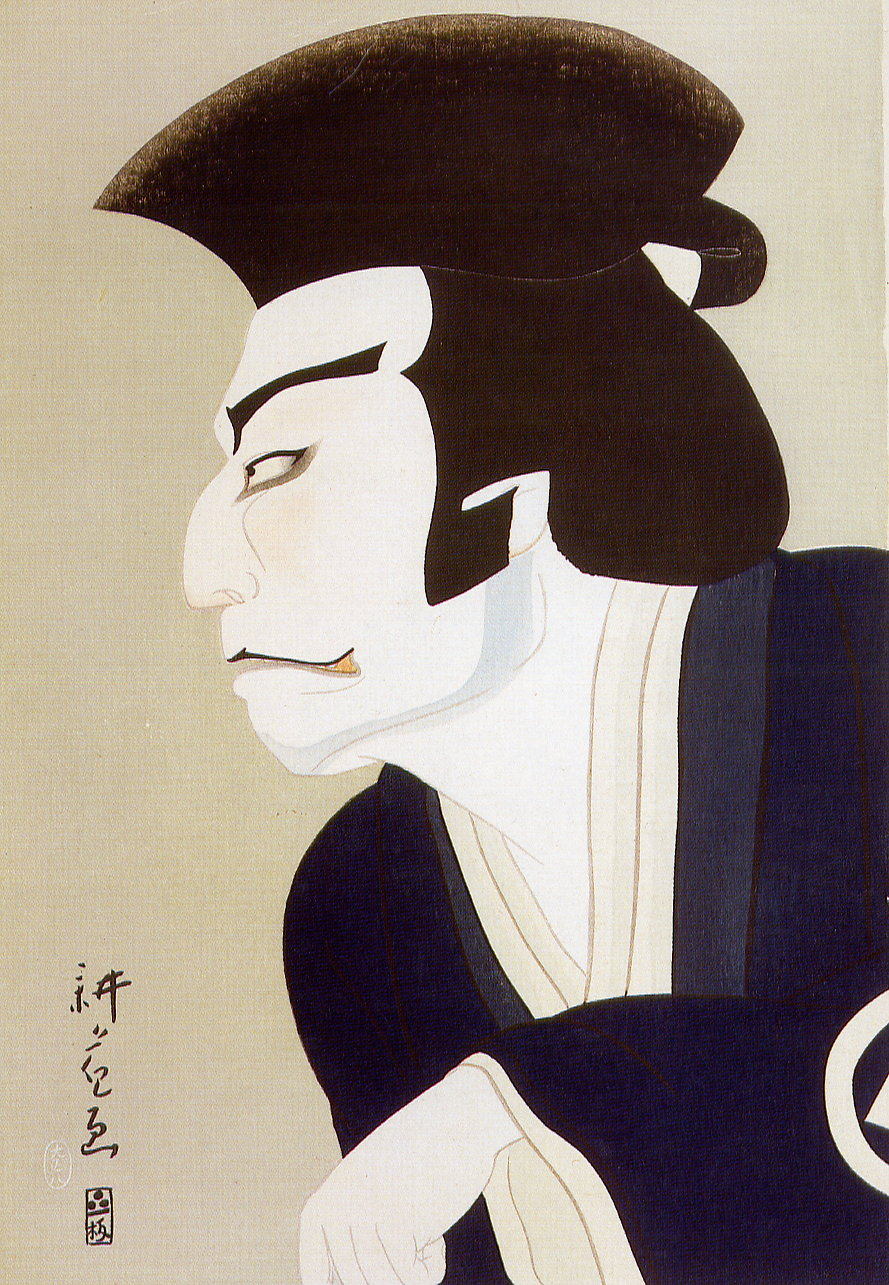
L'acteur Ichikawa